# Тернивка
Тернивка (укр. Тернівка) град је Украјини у Дњипропетровској области. Према процени из 2022. у граду је живело 26.961 становника.

## Становништво
Према процени, у граду је 2012. живело 28.981 становника.
| 1979.  | 1989.  | 2001.  | 2012.  |
| ------ | ------ | ------ | ------ |
| 22.295 | 33.528 | 29.226 | 28.981 |